# Ashley Benson
Ashley Victoria Benson (Anaheim, Kalifornia, 1989. december 18. –) amerikai színésznő.  
Legismertebb szerepe Hanna Marin a Hazug csajok társasága című sorozatban. Ezen kívül ő alakította Britet a Spring Breakers – Csajok szabadon című filmben és Mia Torcolettit az Eastwicki boszorkák sorozatban.

## Fiatalkora
Ashley Benson 1989. december 18-án született Anaheimben. Szülei: Shannon és Jeff Benson. Van egy nővére, Shaylene, aki egy évvel idősebb nála. 4 éves korában versenyképesen kezdett el táncolni balettet, jazzt és hiphopot. Benson ezenkívül énekelni is szeret, több musicalben is szerepelt. 5 évesen tánckatalógusoknak modellkedett, majd 8 évesen le is szerződött a Ford modellügynökséghez.

## Pályafutása
Első jelentősebb szerepét az Ármány és Szerelem című sorozatban kapta, ahol 2004 és 2007 között Abbyt alakította. 2007-ben megkapta Carson szerepét a Hajrá Csajok 4-ben.
2009-ben Mia Torcolettit alakította az Eastwicki boszorkák-ban. Ugyanebben az évben megkapta Hanna Marin szerepét a Hazug csajok társasága című sorozatban, akit 7 éven át alakított. 2013-ban szerepelt a Spring Breakers – Csajok szabadonban Selena Gomez és Vanessa Hudgens mellett. 2015-ben megkapta a főszerepet a Ratter című filmben.

## Magánélete
Nyiltan vállalja biszexualitását, 2019 júniusában hozta nyilvánosságra, hogy Cara Delevingne szerelmi partnere. 2019 júliusában titokban össze is házasodtak, de erre csak 2019 augusztusában derült fény. Kapcsolatuk 2020 áprilisában ért véget. 

## Filmográfia

### Film
| Év   | Magyar cím                        | Eredeti cím                    | Szerep          | Magyar hang   |
| ---- | --------------------------------- | ------------------------------ | --------------- | ------------- |
| 2004 | Hirtelen 30                       | 13 Going on 30                 | lány            |               |
| 2005 |                                   | Neighbors (rövidfilm)          | Mindy           |               |
| 2007 | Hajrá csajok 4.                   | Bring It On: In It to Win It   | Carson          | Roatis Andrea |
| 2008 | Hotelszoba, letolt gatya          | Bart Got a Room                | Alice           | Szabó Zselyke |
| 2012 | Spring Breakers – Csajok szabadon | Spring Breakers                | Brit            | Csuha Borbála |
| 2015 |                                   | Ratter                         | Emma Taylor     |               |
| 2015 | Pixel                             | Pixels                         | Lady Lisa       |               |
| 2016 | Elvis és Nixon                    | Elvis & Nixon                  | Margaret        | Czető Zsanett |
| 2016 | Nagyvárosi történet               | Chronically Metropolitan       | Jessie          |               |
| 2018 |                                   | Her Smell                      | Roxie Rotten    |               |
| 2018 |                                   | Ask Me If I Care (rövidfilm)   | Alice           |               |
| 2021 |                                   | The Birthday Cake              | Tracey          |               |
| 2022 |                                   | Private Property               | Kathryn Carlyle |               |
| 2022 |                                   | The Loneliest Boy in the World | Margot          |               |
| 2022 |                                   | Angry Neighbors                | Amberson lány   |               |
| 2023 |                                   | Alone at Night                 | Vicky           |               |

### Televízió
| Év        | Magyar cím                      | Eredeti cím                             | Szerep           | Megjegyzések              |
| --------- | ------------------------------- | --------------------------------------- | ---------------- | ------------------------- |
| 2002      | A körzet                        | The District                            | Melissa Howell   | 1 epizód                  |
| 2002      | Az elnök emberei                | The West Wing                           | lány             | 1 epizód                  |
| 2002      |                                 | Nikki                                   | táncos           | 1 epizód                  |
| 2004      | Mrs. Klinika                    | Strong Medicine                         | April            | 1 epizód                  |
| 2004–2007 | Ármány és szenvedély            | Days of Our Lives                       | Abigail Deveraux | 17 epizód                 |
| 2005      | Hetedik mennyország             | 7th Heaven                              | Margot           | 2 epizód                  |
| 2005      |                                 | Zoey 101                                | Candice          | 1 epizód                  |
| 2006      | A narancsvidék                  | The O.C.                                | Riley            | 1 epizód                  |
| 2008      | Botrányos pomponlányok          | Fab Five: The Texas Cheerleader Scandal | Brooke Tippit    | tévéfilm                  |
| 2008      | CSI: Miami helyszínelők         | CSI: Miami                              | Amy Beck         | 1 epizód                  |
| 2008      | Odaát                           | Supernatural                            | Tracy Davis      | 1 epizód                  |
| 2009–2010 | Eastwicki boszorkák             | Eastwick                                | Mia Torcoletti   | főszereplő (12 epizód)    |
| 2010      |                                 | Cupid                                   | Caitlin Quinn    | tévéfilm                  |
| 2010–2017 | Hazug csajok társasága          | Pretty Little Liars                     | Hanna Marin      | főszereplő (161 epizód)   |
| 2012      | Punk’d – SztÁruló               | Punk’d                                  | önmaga           | 1 epizód                  |
| 2013      | Így jártam anyátokkal           | How I Met Your Mother                   | Carly Whittaker  | 1 epizód (A gyűrű ereje)  |
| 2013–2014 | Ravenswood, az elátkozott város | Ravenswood                              | Hanna Marin      | vendégszereplő (2 epizód) |
| 2014      | Family Guy                      | Family Guy                              | Dakota (hangja)  | 1 epizód                  |
| 2015      |                                 | Barely Famous                           | önmaga           | 1 epizód                  |